# Divertikel van Zenker

Animatie waarin het divertikel van Zenker duidelijk te zien is

Een divertikel van Zenker is een uitstulping aan het begin van de slokdarm naar buiten in de borstholte. De uitstulping lijkt op een zakje. 
Er kunnen op verschillende plekken in de slokdarm divertikels ontstaan. Het divertikel van Zenker bevindt zich aan de rugzijde (dorsale zijde) van de slokdarm tussen de bovenste kringspier van de slokdarm en de musculus constrictor pharyngis, ook wel driehoek van Killian genoemd. Dat gedeelte van de slokdarm bevindt zich in de hals. Het divertikel is vernoemd naar Friedrich Albert von Zenker, een Duits patholoog.
Een divertikel van Zenker is een zeldzame aandoening, met een incidentie van twee per honderdduizend per jaar. Het komt vrijwel altijd voor bij mensen die ouder zijn dan zestig jaar. Het komt iets vaker voor bij mannen dan bij vrouwen. De uitstulping is op zich onschuldig. Een divertikel van Zenker kan klachten geven omdat voedsel zich op een gegeven moment wel naar de uitstulping verplaatst, maar niet of slechts heel moeilijk naar de slokdarm. Dit leidt tot opgeven van oude voedselresten, soms zelfs van een dag oud, langzaam eten, frequent boeren en rommelend geluid als men eet. Deze problemen kunnen leiden tot gewichtsverlies. Ook kan een divertikel van Zenker een slechte adem veroorzaken. Als het divertikel erg groot wordt, is er bovendien een kleine kans op een perforatie (doorbraak) van de slokdarm. Verder kan een divertikel bloeden of zweren bij gebruik van aspirine of NSAID's. Een andere zeer zeldzame complicatie is het ontstaan van kanker in het divertikel. 

## Behandeling
Er zijn drie verschillende behandelmogelijkheden voor het divertikel van Zenker. De uitstulping kan uitwendig (via een snede in de hals) worden verwijderd. Dit is een techniek die weinig meer wordt toegepast omdat het een invasieve ingreep is, met een de mogelijkheid van complicaties, zoals het doorsnijden van de zenuw die zorgt voor de beweging van de stembanden waardoor er een stembandverlamming ontstaat. Tegenwoordig wordt voornamelijk gekozen voor een behandeling via de mond door de kno-arts of MDL-arts.
Deze endoscopische (van binnenuit) behandeling kan via een rigide endoscoop onder algehele anesthesie (narcose) plaatsvinden, of met een flexibele slang onder sedatie. Bij gebruik van een flexibele endoscoop zal de operateur de wand van het divertikel in tweeën snijden met laser.  Bij de rigide buis zal met een soort nietmachine (stapler) de wanden van het divertikel aan elkaar worden geniet en vervolgens in tweeën worden gesneden. In resultaten zijn beide technieken vergelijkbaar, al is het aantal patiënten dat meerdere malen moet worden geopereerd hoger bij de flexibele techniek. Het gebruik van nietjes met de stapler zou het risico op een infectie verminderen.